# Comissaria General de Mobilitat
La Comissaria General de Mobilitat és un dels quatre organismes que depenen de la Comissaria Superior de Coordinació Central dels Mossos d'Esquadra. Inclou tres organismes principals, la Divisió de Trànsit, la Divisió de Transport i una Oficina de Suport.
Té la seu física al Complex Central Egara.

## Divisió de Trànsit

### Àrea Central de Circulació i Normativa
Es dedica a la vigilància i control del trànsit.

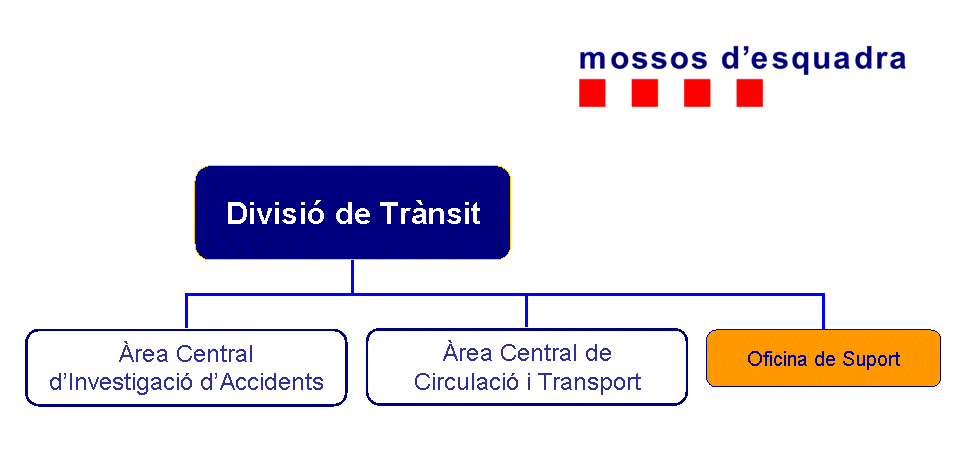
Organigrama de la Divisió de Trànsit de Mossos d'Esquadra

### Àrea Central d'Investigació d'Accidents
Investiga els accidents de trànsit més importants i ajuda les ART en la resta, realitza estudis sobre l'accidentalitat al país i altres estudis sobre els controls d'alcoholèmia i estupefaents a la carretera.
Segons l'article 43 del Decret 415/2011 les tasques que desenvolupa l'ACIC són fer estudis de l'accidentalitat, proposar directrius homogeneïtzadores en la confecció d'informes tècnics i atestats de les àrees regionals de trànsit, estudiar els resultats del control d'alcoholèmia i drogues, donar suport a les àrees regionals de trànsit i garantir la relació amb institucions relacionades amb la prevenció d'accidents.
Aquesta àrea no s'ocupa de la investigació de la totalitat dels accidents que es produeixen a Catalunya sinó només els més importants (amb més vehicles i/o persones implicats) o amb dos morts com a mínim. N'elabora informes tècnics basats en el càlcul de velocitats, les empremtes de frenada, les reconstruccions virtuals, les restes dels velocímetres, etc. Els accidents menors, en canvi, són investigats per les Àrees Regionals de Trànsit.
Dins d'aquesta àrea s'hi troba un Grup de Recerca i Documentació que identifica vehicles determinats i documentació relativa al trànsit com ara vehicles d'alta gamma d'importació, vehicles històrics, falsificacions de matrícules o números de bastidors, i falsificacions de permisos, llicències i assegurances.

## Divisió de Transport

### Àrea de Seguretat Aeroportuària
Participa en la gestió del Centre de Gestió Aeroportuària de l'Aeroport de Barcelona-El Prat. Fa prevenció i persecució de conducctes que puguin donar com a resultat acció penal o administrativa als aeroports.

### Àrea de Seguretat del Transport Metropolità
Garanteix protecció i seguretat de les persones dins les infraestructures ferroviàries.

## Oficina de Suport
Ajuda a les divisions.